# Eustrotia pulmona
Eustrotia pulmona là một loài bướm đêm trong họ Noctuidae.